# Folland Gnat
El Folland Gnat fue un avión de entrenamiento y con capacidad de combate fabricado por el constructor británico Folland Aircraft. Fue diseñado por el ingeniero aeronáutico W.E.W. Petter, para la Real Fuerza Aérea Británica realizando su primer vuelo en el año 1955.
El Gnat tuvo éxito en su exportación, especialmente en India, el principal operador extranjero, que llegó a fabricar el avión bajo licencia de construcción. Posteriormente, India desarrolló el HAL Ajeet, una variante modificada y mejorada del Gnat.

## Diseño y Desarrollo

### Orígenes
El Gnat fue la creación de W.E.W. "Teddy" Petter, un diseñador de aviones británicos antes de Westland Aircraft y English Electric. Diseñado para cumplir con el requisito de explotación 1.952 OR.303 llamado para un caza de ligero, Petter cree que un pequeño, simple luchador ofrecerá las ventajas de la compra baja y los costes operativos. Nuevos motores turborreactores se han activado. El primer diseño de Petter dio lugar a la iniciativa privada Midge Folland, que sin embargo sólo tuvo una vida corta, pero también como un diseño de prueba de concepto. No se interesó en la RAF como un avión de combate, sino que fomentó el desarrollo de un avión similar para fines de entrenamiento.

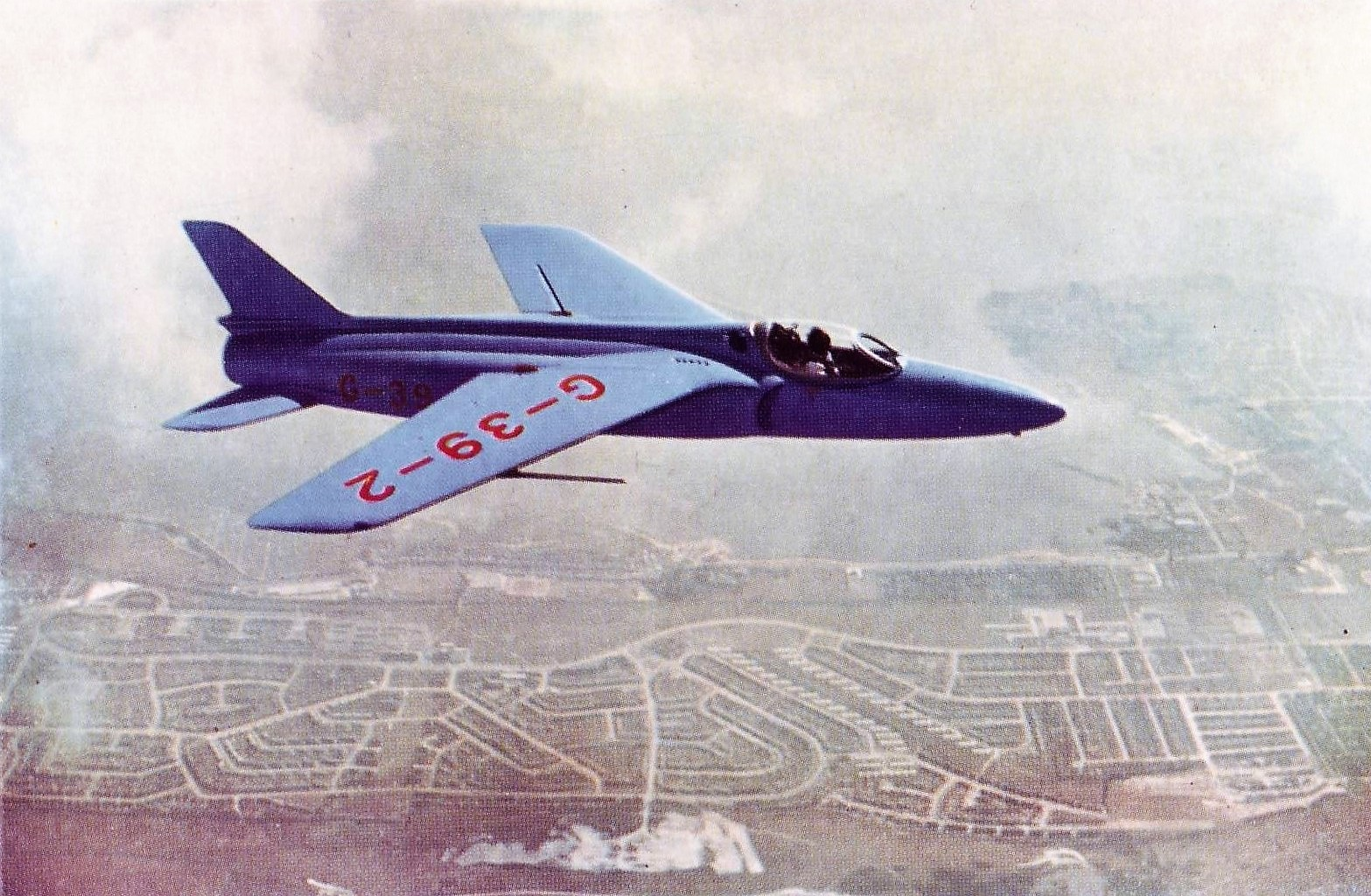
El prototipo Folland Gnat, número de serie G-39-2, que voló por primera vez el 18 de julio de 1955.

El Gnat voló por primera vez el 11 de agosto de 1954, pero fue destruido en un accidente el 20 de septiembre de 1955. El Gnat, que se encuentra en paralelo con el Gnat, era una versión mejorada del diseño original de combate, diferenciada por Grandes entradas de aire para el motor Bristol Orpheus (la Midge tenía un motor Viper Siddeley Armstrong), un ala un poco más grande, y la prestación de un cañón de 30 mm ADEN en cada labio de admisión.
El primer prototipo Gnat fue construido como un proyecto de empresa privada por Folland, pero luego otros seis aviones fueron enviados por el Ministerio Británico de Alimentación para su evaluación. El prototipo Folland, número de serie T-39-2, voló por primera vez el 18 de julio de 1955 de Boscombe Down.
Si bien la evaluación por parte de los británicos no trajo órdenes para el combate de peso ligero, se hicieron pedidos por Finlandia, Yugoslavia y una orden grande de la India, que incluía la licencia para la producción de Hindustan Aeronautics Limited. Aunque el desarrollo del Gnat se considera un factor que motivó al equipo de desarrollo de armas Mutual para emitir un requerimiento de la OTAN para un caza ligero de bajo nivel, el mismo Gnat no se evaluó en la competencia, que fue ganada por el Fiat G.91. Sin embargo, el Gnat fue evaluado en 1958 por la Real Fuerza Aérea como un reemplazo para el de Havilland Venom, así como de otros cazas ligeros, como el BAC Jet Provost, el Hawker Hunter fue el ganador de la competencia de vuelo.

### Entrenador Gnat
Aunque el interés de la Fuerza Aérea en las posibilidades de uso de Gnat como caza se desvaneció, el avión fue modificado para cumplir con la especificación 1957 Entrenador T.185D, que fue el entrenador de dos personas que el piloto de transición entre el actual DH Vampire T 11 y combatientes operacionales, como el English Electric Lighting . Folland propusieron el Folland de dos asientos. Entrenador de 144 mosquitos. Tenía una nueva ala con una capacidad adicional de combustible, que a su vez más espacio en el fuselaje de equipos adicionales. Se muestra una variante más potente del motor Orfeo, se ve la longitud del extremo delantero del fuselaje, y las superficies de la cola se amplía. Los alerones interiores de la variante de combate fueron cambiados para alerones salientes y solapas convencionales.
El contrato inicial de 14 preproducción Gnat entrenadores fue emitido el 7 de enero de 1958. El Gnat Trainer se convirtió en primer lugar el 31 de agosto de 1959 en el aeródromo de Chilbolton, El Ministerio no hizo en primer lugar un orden de producción, ya que nos preocupamos por el tamaño y la capacidad de la empresa para asumir un gran pedido. Tras la toma de control de Folk por Hawker Siddeley Aviation (convirtiéndose en la división Hamble) nueva orden de 30, 20 y 41 entrenadores fueron colocados entre febrero de 1960 y marzo de 1962 con la designación de Gnat T Mk. 1.

## Variantes

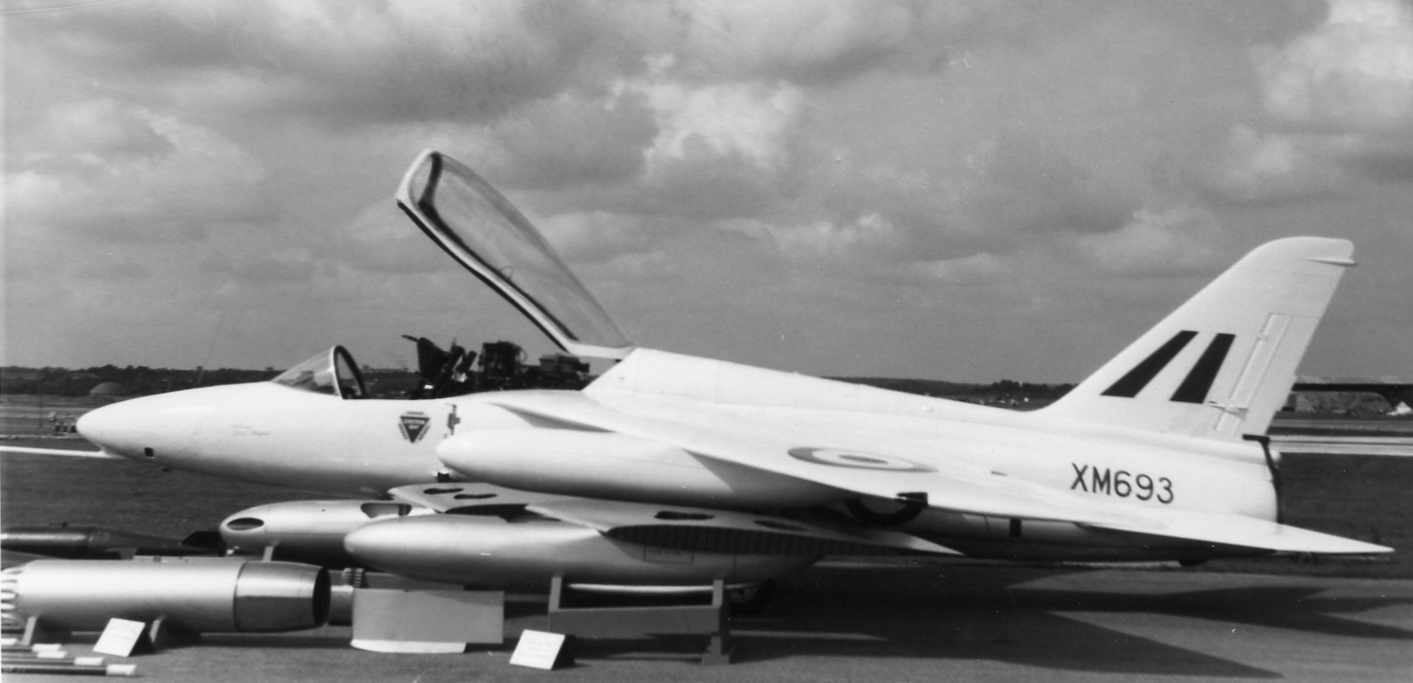
El tercer prototipo del Gnat T.1, XM693 en el SBAC en 1961.

- Fo.141 Gnat : Avión de combate ligero monoplaza.
  - Gnat F.1 : Versión para Finlandia e India.
  - HAL Ajeet : Desarrollo del Gnat F.1
  - HAL Ajeet Trainer : Versión biplzaza para la Fuerza Aérea India.
- Fo.144 Gnat : Avión biplaza de entrenamiento.
  - Gnat T.1 : Versión para la RAF.

## Historia Operacional

### Reino Unido
Los primeros T.1s Gnat de producción de la Royal Air Force se entregaron en febrero de 1962 en la Escuela Central del vuelo de la RAF Poco Rissington. El operador principal del tipo era 4 Escuela de Entrenamiento de Vuelo del Valle de la RAF, el primer avión se entregó en noviembre de 1962. En 1964 4 FTS formaron el equipo acrobático Yellowjacks con Gnats pintadas todas de color amarillo. El equipo reformado en el año 1965 como parte de la escuela de vuelo Central, las flechas rojas que operan el Gnat hasta 1979 como el equipo de demostración acrobática RAF. El 14 de mayo de 1965, el último Royal Air Force Gnat T.1 se construyó como una carga entre las flechas rojas.
Una vez que el piloto se había graduado de la formación básica en el BAC Jet Provost y ganó sus alas han sido seleccionados para una de las corrientes de chorro rápido, multimotores o helicópteros. Los seleccionados para los viajes rápidos fueron publicados en la RAF Valle para el entrenamiento avanzado en el Gnat T.1, por lo general de 70 horas de vuelo. Estudiante para pasar a la formación operativa mediante el Hawker Hunter luego un anuncio a una unidad de conversión operativa para el tipo de aeronave a ser volada.
Tras la introducción del Hawker Siddeley Hawk en el papel de la formación como un reemplazo de los Gnats fueron retirados del servicio. El mayor operador 4 FTS se retiró su último Gnat en noviembre de 1978. La mayoría de los Gnats se completaron en la Escuela N ° 1 de Capacitación Técnica de la RAF Halton y otros centros de formación para el uso como armaduras de avión de entrenamiento en tierra Cuando la RAF no tenía la necesidad de contar con los mosquitos como fuselajes de capacitación fueron vendidas y muchos fueron comprados por los operadores privados.

### Finlandia
La Fuerza Aérea de Finlandia recibió la primera parte de sus 13 Gnats el 30 de julio de 1958. Se encontró que pronto sería un problema en el servicio y requiere una gran cantidad de mantenimiento en la tierra. Finlandia ha examinado la licencia de fabricación de la aeronave, pero finalmente no se ha decidido. El 31 de julio de 1958, el alcalde de la Fuerza Aérea de Finlandia Lauri Pekuri rompió la barrera del sonido por primera vez en Finlandia en el lago Luonetjärvi con un Gnat de Folland.
Todos los Gnat fueron suspendidos el 26 de agosto de 1958 y seis meses después de la destrucción de la GN-102, debido a un error técnico, y el avión de pronto se convirtió en un objeto de severas críticas. Otros aviones también fueron destruidos en otros accidentes. Los Gnats fueron retirados del servicio activo en 1972, cuando el ala Häme mudó a Rovaniemi, y cuando se produjo en el nuevo Saab 35 Draken.

### India
Los primeros 13 aviones para la Fuerza Aérea de la India se reunieron en Hamble, fuimos seguidos por aviones cuasi y luego subconjuntos Aeronaves Hindustan se reunieron en primera instancia, y luego la producción de la aeronave.
El primer vuelo de la Fuerza Aérea India Gnat fue en el Reino Unido el 11 de enero de 1958, que fue entregado a la India en la bodega de C-119, y aceptado por la Fuerza Aérea el 30 de enero de 1958. imprimación Gnat escuadrón N.º 23 (Guepardo) Escuadrón que hace de vampiro FB.52 en 18 de marzo de 1960 con seis mosquitos Folland-construidos. El primer avión construido a partir de piezas de la India se construyó en mayo de 1962. El último indio construido Gnat F.1 fue emitido el 31 de enero de 1974.

#### Guerra Indo-Pakistaní de 1965
Véase también: Guerra Indo-Pakistani de 1965
Sirviendo principalmente con la Fuerza Aérea de la India, El Gnat, Reconocido por fuentes independientes y de la India que han derribado siete cazas paquistaníes Canadair CL-13 Sabres en la guerra de 1965. La Fuerza Aérea de Pakistán(PAF) únicamente logro únicamente solo tres victorias contra los Gnat con los F-86 en combate aire-aire, mientras que dos mosquitos fueron derribados por cazas PAF. Durante la fase inicial de la guerra de 1965, el Gnat de la IAF, piloteado por el líder del escuadrón Brij Pal Singh Sikand, aterrizó en una pista de aterrizaje abandonada en Pakistán Pasar y fue capturado por el PAF. Dos Lockheed F-104 Starfighter obligó al Gnat a descender. Este avión aparece como un trofeo de guerra en el Museo de la Fuerza Aérea de Pakistán, Karachi.
Después del alto el fuego, un Cessna O-1, fue derribado el 16 de diciembre de 1965 por un Gnat.

#### Guerra Indo-Pakistaní de 1971
Véase también: Guerra Indo-Pakistaní de 1971
Los mosquitos fueron lanzados de nuevo por la India en la guerra de 1971 contra Pakistán. La acción más notable fue la batalla de Boyra, donde los primeros combates sobre vuelos sobre el Pakistán Oriental(actual, Bangladés) se llevaron a cabo. Los Gnats de la IAF derribaron dos Canadair Sabres de la PAF en minutos y dañaron como mucho a uno más. La Fuerza Aérea de Pakistán afirma que un Gnat fue derribado, lo que se demostró erróneo. Otro duelo notable, tuvo la participación de un Gnat que había desgado en el aeródromo de Srinagar donde un piloto indio solitario resistió a seis F-86 Sabres, anotando victorias contra dos de los sabres en el proceso, antes de ser derribado. El piloto de Gnat Nirmal Singh Jit Sekhon fue póstumamente honrado con Param Vir Chakra (premio a la más alta gallardía de la India), convirtiéndose en el único miembro de la IAF, en recibir tal condecoración.
A finales de 1971, el Gnat demostró ser un oponente frustrante para el más grande, más pesado y más antiguo F-86F Saber. El Gnat se conoce como un "Saber Slayer" (asesino de Sabres) por la Fuerza Aérea de la India y la mayoría de sus derribos de combate durante las dos guerras fueron en contra de Sabres. El Canadair Sabre Mk 6, fue ampliamente utilizado por los paquistanies, como el mejor luchador de la época. Las tácticas sugirieron que los mosquitos debían combatir con los sabres en la arena vertical, donde los sabres estaban en desventaja. Por otra parte, debido a que el avión era ligero y compacto en forma, esto lo que hacia que fuera difícil de ver, sobre todo en los niveles bajos, donde la mayor parte de los combates tuvo lugar. El ataque terrestre, el bombardeo, fueron otros de los éxitos de los Gnat, siendo usados con efectos devastadores sobre la FAP. El éxito de los Gnats de origen autóctono contra el avión se incrementó más sofisticado fue visto como un logro significativo.

#### Después de 1971
La IAF fue impresionada por el rendimiento de Gnat en las dos guerras, pero el avión tenía problemas, incluyendo la hidráulica y los sistemas de control confiables. Para más información, la IAF emitió un requerimiento para una mejor "Gnat II" en 1972, en un principio se especifica que la nueva versión se ha optimizado como un interceptor, pero la ampliación de la especificación para incluir el papel de ataque a tierra . Más de 175 de la Aeronáutica versión con licencia limitada construida Hindustan, el Ajeet ("invencible"), se produjeron en Bangalore, mientras que 40 fueron adquiridos directamente de Folland.
Los Gnats sirven en India desde 1958-1978, y varios permanecen en uso en manos privadas. Algunos Gnats IAF, uno de los que han participado en la guerra de 1971 en Pakistán Oriental (actual Bangladés), se presenta a la Fuerza Aérea de Bangladés.

### Yugoslavia
Yugoslavia pidió dos F.1s Gnat para la evaluación, el primer avión voló el 7 de junio de 1958, y ambos fueron entregados a Yugoslavia por el carril. El avión fue volado en el centro de pruebas de vuelo, pero ningún avión más fue puesto en marcha, ya que uno fue destruido en un accidente en octubre de 1958, mientras que el otro se conserva y exhibe en Serbia.

## Usuarios
Finlandia
- Fuerza Aérea Finlandesa

 India
- Fuerza Aérea India

 Reino Unido
- Real Fuerza Aérea Británica

 Yugoslavia
- Fuerza Aérea Yugoslava

## Especificaciones (Gnat F.1)
Referencia datos: The Great Book of Fighters

### Características generales
- Tripulación: 1 piloto
- Longitud: 8,7 m (28,7 ft)
- Envergadura: 6,7 m (22,1 ft)
- Altura: 2,5 m (8,1 ft)
- Superficie alar: 12,7 m² (136,6 ft²)
- Peso vacío: 2175 kg (4793,7 lb)
- Peso máximo al despegue: 4100 kg (9036,4 lb)
- Planta motriz: 1× Turborreactor Bristol Siddeley Orpheus 701-01.
  - Empuje normal: 20,9 kN (2131 kgf; 4699 lbf) de empuje.

### Rendimiento
- Velocidad máxima operativa (Vno): 1120 km/h (696 MPH; 605 kt)
- Alcance: 800 km (432 nmi; 497 mi)
- Techo de vuelo: 14 630 m (47 999 ft)
- Régimen de ascenso: 101,6 m/s (20 000 ft/min)
- Carga alar: 331 kg/m²

### Armamento
- Cañones: 2× ADEN de 30 mm
- Bombas: 2x (227 kg) bombas de 500 libras o 18 x 3 pulgadas (76 mm)

### Desarrollos relacionados
- Folland Midge
- HAL Ajeet

### Aeronaves similares
- North American F-86 Sabre
- Canadair CL-13 Sabre
- Hawker Hunter
- Mikoyan-Gurevich MiG-15
- Mikoyan-Gurevich MiG-17
- Aero L-39
- Aerfer Ariete
- Aerfer Sagittario 2
- Breguet Taon
- Fiat G.91
- Helwan HA-300
- SNCASE Baroudeur